# Фунду-Рекечунь
Фунду-Рекечунь, Фунду-Рекечуні (рум. Fundu Răcăciuni) — село у повіті Бакеу в Румунії. Входить до складу комуни Рекечунь.
Село розташоване на відстані 222 км на північ від Бухареста, 23 км на південь від Бакеу, 103 км на південний захід від Ясс, 136 км на північний захід від Галаца, 125 км на північний схід від Брашова.

## Населення
За даними перепису населення 2002 року у селі проживали 2004 особи.
Національний склад населення села:
| Національність | Кількість осіб | Відсоток |
| -------------- | -------------- | -------- |
| румуни         | 1826           | 91,1%    |
| чанго          | 133            | 6,6%     |
| угорці         | 45             | 2,2%     |

Рідною мовою назвали:
| Мова      | Кількість осіб | Відсоток |
| --------- | -------------- | -------- |
| румунську | 1955           | 97,6%    |
| угорську  | 49             | 2,4%     |